# Boeing GA-1
Boeing GA-1 (oznaczenia fabryczne Boeing Model 10) – amerykański ciężki samolot szturmowy (bliskiego wsparcia) z lat 20., zaprojektowany przez United States Army Air Service i budowany w zakładach Boeinga. Trójpłatowy dwusilnikowy GA-1 (wcześniejsze oznaczenie GAX) powstał w wyniku doświadczeń z I wojny światowej i okazał się konstrukcją bardzo nieudaną. Zbudowano tylko 10 egzemplarzy tego samolotu.
Był to jeden z tylko dwóch samolotów oznaczonych w USAAC jako „GA” (Ground Attack). Drugim, równie nieudanym samolotem, był Boeing GA-2.

## Tło historyczne
Pod koniec I wojny światowej w niemieckich siłach powietrznych Luftstreitkräfte stworzono specjalne dywizjony znane jako Schlachstaffeln, których zadaniem było atakowanie i ostrzeliwanie żołnierzy nieprzyjaciela na ziemi. W roli samolotów bliskiego wsparcia powietrznego używano takich myśliwców jak Halberstadt CL.II i V, Hannover CL.III oraz specjalnie zaprojektowany do tego typu zadań samolot – Junkers J 1. Rewolucyjny J 1 był jednym z pierwszych samolotów o konstrukcji całkowicie metalowej, a jego załoga i silnik były chronione pięciomilimetrową blachą pancerną. Armia niemiecka wypracowała doktrynę bardzo bliskiej współpracy z samolotami Schlachstaffeln co w późniejszym czasie zaowocowało opracowaniem teorii blitzkriegu i bardzo bliskiej współpracy lotnictwa i sił lądowych. Brytyjczycy także zdawali sobie sprawę ze znaczenia bliskiego wsparcia lotniczego dla żołnierzy na ziemi, do tego celu używano początkowo myśliwców Sopwith Camel, Royal Aircraft Factory S.E.5 oraz Bristol F.2 Fighter, a w późniejszym czasie nieudanego i niepopularnego de Havilland D.H.5 oraz opancerzonego Sopwith Salamander, który jednak dotarł do jednostek zbyt późno aby mógł wziąć udział w wojnie.
Stworzeniem podobnych dywizjonów zainteresował się także United States Army Air Service. Już po wojnie ówczesny jeszcze pułkownik „Billy” Mitchell poświęcił temu zagadnieniu rozdział „Organization and Employment of Attack Squadrons” w jego monografii Provisional Manual of Operations of Air Units, problem zajął się też podpułkownik William C. Sherman w opracowaniu Tentative Manual for the Employment of Air Service. W 1921 Mitchell zorganizował pierwszy amerykański dywizjon bliskiego wsparcia powietrznego, 3rd Attack Group, opisując zasady jego działania:

W ataku, dywizjony wsparcia powietrznego działają nad własnymi siłami lądowymi i za linią frontu, neutralizując ogień piechoty i artylerii nieprzyjaciela.  W obronie, obecność samolotów wsparcia powietrznego daje znak własnej piechocie, że dowództwo robi wszystko aby pomów ciężko walczącym żołnierzom i podejmuje wszystkie środki aby ich wspomagać w walce

W czasie wojny improwizowane amerykańskie dywizjony szturmowe używały samolotów DH.4, ale jeszcze przed sformowaniu 3rd Attack Group zdecydowano, że powinien on zostać wyposażony w specjalnie zaprojektowane do tego celu samoloty szturmowe.

## Prace projektowe
Konkurs na zaprojektowanie nowego samolotu GAX (Ground Attack Experimental – eksperymentalny samolot szturmowy) został rozesłany do wytwórni lotniczych 15 października 1919 ale nie odpowiedziała na niego żadna prywatna firma. Zadanie zaprojektowania nowego samolotu powierzono młodemu projektantowi Isaacowi Laddonowi (późniejszemu projektantowi takich słynnych samolotów jak Consolidated PBY Catalina i Consolidated B-24 Liberator, a w późniejszym czasie także Convair B-36 Peacemaker).
Samolot został zaprojektowany jako trójpłat aby w ten sposób zapewnić wystarczająco dużo powierzchni nośnej dla spodziewanej dużej masy samolotu. Do napędu samolotu wybrano licznie produkowane w czasie wojny silniki Liberty L-12.

## Opis konstrukcji
GAX (później GA-1, oznaczenie fabryczne Boeing Model 10) był dwusilnikowym trójpłatem o standardowej wówczas konstrukcji, całkowicie drewnianej z kadłubem, powierzchniami nośnymi i sterowymi krytymi płótnem i sklejką. Kabiny załogi (pilota i dwóch strzelców) oraz same silniki chronione były blachą pancerną o grubości 3/16 cala o łącznej masie około tysiąca kilogramów. W odróżnieniu od wcześniejszych opancerzonych samolotów, opancerzenie nie było po prostu położone na szkielecie samolotu ale stanowiło jego integralną część.
Napęd stanowiły silniki o mocy 435 koni mechanicznych każdy, w konfiguracji pchającej z czteropłatowymi śmigłami, zamontowane były w środkowym płacie.
GA-1 mierzył 65 stóp i pięć cali rozpiętości, 33 stopy i siedem cali długości jego wysokość wynosiła 14 stóp i trzy cale (19,96 × 10,23 x 4,44 m), a powierzchnia skrzydeł 1016 stóp kwadratowych (94.38 m². Masa własna wynosiła 7834 funtów, a maksymalna masa startowa wynosiła do 10426 funtów (odpowiednio 3553 i 4729 kg). Prędkość maksymalna wynosiła 105 mil na godzinę (168 km/h), a prędkość przelotowa 95 mil na godzinę (152 km/h), zasięg maksymalny wynosił do 350 mil (563 km).
Samolot uzbrojony był łącznie w osiem karabinów maszynowych Lewisa kalibru 7,62 mm i jedno działko półautomatyczne kalibru 37 mm – początkowo planowano użyć działka typu Baldwin, ale w serii produkcyjnej zostało ono zastąpione działkiem Puteaux SA 18. Cztery karabiny maszynowe były nieruchome, skierowane do przodu i w dół pod kątem 45°, obsługiwane były przed przedniego strzelca który zajmował się także pojedynczym karabinem maszynowym skierowanym do góry i w tym, strzelającym nad skrzydłami. Tylny strzelec obsługiwał dwa karabiny maszynowe zainstalowane pod samolotem (strzelające prosto w dół) i pojedynczy karabin maszynowy na grzebiecie samolotu. Samolot mógł także być uzbrojony w dziesięć niewielkich bomb odłamkowych po wcześniejszym demontażu kilku karabinów maszynowych.
Zbudowane samoloty otrzymały wojskowe numery seryjne od 64146 do 64155 (64145-64154 według innego źródła) i numery fabryczne od 200 do 209.

## Historia
Pierwsze próby z GAX-em odbyły się 3 kwietnia 1920, według jego oblatywacza Harolda R. Harrisa samolot był niesterowny, cierpiał na poważne wibracje i hałas wywoływany przez blachy pancerne. Pomimo tych wad, 15 czerwca 1920 Boeing otrzymał kontrakt na budowę 20 samolotów GA-1, w późniejszym czasie kontrakt został zredukowany do dziesięciu samolotów. Pierwszy lot GAX-a zbudowanego w zakładach Boeinga odbył się 2 maja 1921. Podobnie jak wcześniejszy samolot, także ten cierpiał na te same problemy, przede wszystkim nieadekwatną moc silników i problemy ze sterownością, narzekano także na kiepską widoczność z kabin załogi i problemy z chłodzeniem silników, według oficjalnego raportu: „samolot cierpi na szereg niedoskonałości aerodynamicznych i problemów z silnikami, i z powodu nadmiernej masy opancerzenia”.
Piloci oblatujący GAX-a „tłumaczyli” jego akronim jako „Guns, Armor and X” (karabiny, opancerzenie i X – jak w algebrze x będące symbolem nieznanej wartości).
10 samolotów zbudowanych przez Boeinga zostało przesłanych w częściach na Kelly Field gdzie stacjonował 90th Attack Squadron należący do 3rd Attack Group. Samolot został przyjęty do służby jako GA-1. Początkowo na lotnisku złożono z części tylko jeden samolot, pozostałe maszyny leżały niezmontowane w ich kontenerach, ale i ten jeden samolot był rzadko kiedy używany.
9 lutego 1923 trzy GA-1 wraz z kilkoma DH.4 wzięły udział w ćwiczeniach polegających na symulowanym ataku na kolumnę samochodów w pobliżu granicy z Meksykiem. Ćwiczenia zakończyły się całkowitym sukcesem, „Billy” Mitchell napisał:

W obecnym stanie gotowości bojowej, żadna meksykańska kolumna nie może się poruszać w ciągu dnia w promieniu stu mil od lotniska grupy

Już po wejściu samolotu do służby generał Mitchell wpadł na inny pomysł w jaki sposób mógłby on być używany – rozkazał on aby samolot został zmodyfikowany w taki sposób, że jego karabiny mogłyby być z niego łatwo demontowane. W nowej roli samolot miał służyć do swoistego desantu powietrznego – miał lądować za linią frontu lub na pozycjach opuszczonych przez przeciwnika, a po lądowaniu załoga miała zdemontować jego karabiny maszynowe i bronić zdobytej pozycji do nadejścia własnej piechoty. Koncepcja Mitchell nie została entuzjastycznie przyjęta przez pilotów dywizjonu, niemniej samoloty zostały zmodyfikowane do nowej roli poprzez zdjęcie z nich całego opancerzenia.
Samoloty nie były często używane, stanowiły one raczej dość oryginalną funkcję dyscyplinarną – młodzi piloci którzy latali zbyt agresywnie czy łamiąc przyjęte zasady byli zazwyczaj straszeni przydziałem do latania na niezwykle nielubianych GA-1.
W pewnym okresie kupnem samolotów, zapewne do walki z powstańcami w Meksyku, zainteresowany był meksykański konsul. Generał Mason Patrick wycenił każdy z samolotów na 15 tysięcy dolarów i był bardzo chętny się ich pozbyć, jednak ostatecznie nie doszło do transakcji.
W raporcie z Air Intelligence Report z 1925 w rozdziale „Ground Attack Aviation” napisano, że „eksperyment jakim były opancerzone, ciężko uzbrojone maszyny typu GA nie powiódł się”. W raporcie stwierdzono, że opancerzenie uczyniło tylko samolot wolniejszym, a pancerz był łatwo przebijany przez pociski przeciwpancerne oraz że skierowane w dół karabiny maszynowe były trudne w obsłudze i niecelne. Uznano, że lepszymi samolotami szturmowymi (bliskiego wsparcia) będą lżejsze i szybsze maszyny.
7 kwietnia 1926, ku wielkiej uldze pilotów 3rd Attack Group, wszystkie GA-1 zostały złomowane.